# فاليري بونيتن
فاليري بونيتن (بالفرنسية: Valérie Bonneton )‏ (و. 1970  م) هي ممثلة، وممثلة تلفزيونية، وممثلة أفلام فرنسية.

## التعليم
تعلمت في المعهد الوطني العالي للفنون الدرامية ‏، ومدرسة فلوران ‏.

## أعمالها

### بعض أعمال
| سنة  | أعمال                   | نوع  | الدور/الوظيفة   |
| ---- | ----------------------- | ---- | --------------- |
| 2019 | فينيسيا ليست في إيطاليا | فيلم |                 |
| 2018 | الرعاية المشتركة        | فيلم | ماري            |
| 2014 | بالتأكيد                | فيلم |                 |
| 2010 | كذبات بيضاء صغيرة       | فيلم | فيرونيك كانتارا |

## وصلات خارجية
- فاليري بونيتن على موقع IMDb (الإنجليزية)
- فاليري بونيتن على موقع ميتاكريتيك (الإنجليزية)
- فاليري بونيتن على موقع قاعدة بيانات الأفلام العربية
- فاليري بونيتن على موقع ألو سيني (الفرنسية)
- فاليري بونيتن على موقع أول موفي (الإنجليزية)
- فاليري بونيتن على موقع قاعدة بيانات الأفلام السويدية (السويدية)
- فاليري بونيتن على موقع قاعدة بيانات الفيلم (الإنجليزية)
- فاليري بونيتن على موقع كينوبويسك (الروسية)